# Södra grundet (Geta, Åland)
Södra grundet är ett skär i Åland (Finland). Det ligger i den nordvästra delen av landskapet, 30 km norr om huvudstaden Mariehamn. Närmaste större samhälle är Finström, 16,9 km sydost om Södra grundet. 